# Roger Tomlinson
Pour les articles homonymes, voir Tomlinson.
Roger F. Tomlinson (né le 17 novembre 1933 à Cambridge, mort le 9 février 2014) est un géographe britannique, à l'origine du concept de système d'information géographique.
Il s'est établi au Canada en 1957.
Il a reçu la Médaille d'or de la Société géographique royale du Canada pour son rôle dans la mise au point des systèmes d’information géographique. Il est reconnu comme étant le « père des SIG »,.

## Ouvrages
- The application of electronic computing methods and techniques to the storage, compilation, and assessment of mapped data. (thèse).
- 1968 : A Geographic Information System for Regional Planning (Un système d’information géographique pour l’aménagement du territoire)[4].
- 1976 : Computer handling of geographical data: an examination of selected geographic information systems, Roger F. Tomlinson, H. W. Calkins, Duane Francis Marble
- 1977 : Geographic Information Systems, Methods and Equipment for Land Use Planning, Hugh W. Calkins, Roger F. Tomlinson,
- 2007 : Thinking about GIS: Geographic Information System Planning for Managers,  (ISBN 9781589481589)